# Das Mädchen aus der Streichholzfabrik
Das Mädchen aus der Streichholzfabrik (Originaltitel: Tulitikkutehtaan tyttö) ist ein finnisch-schwedisches Filmdrama von Aki Kaurismäki aus dem Jahr 1990. Der Film lief im selben Jahr im Forum der Internationalen Filmfestspiele Berlin.

## Handlung
Dem Film vorangestellt ist ein Zitat der französischen Schriftstellerin Anne Golon: „Sie sind sicher vor Kälte und Hunger gestorben, so weit weg, dort, mitten im Wald.“
Der Film beginnt mit dem Schälen von Baumstämmen, die danach in Bänder geschnitten werden und dann in Streifen. Viele Maschinen und ein langes Band sind nötig, bis die Streichhölzer in der Schachtel landen. Alles geht automatisch, kein Mensch ist während des ganzen Prozesses zu sehen, bis plötzlich Iris auftaucht. Ihre Aufgabe ist es, die Etiketten auf den Kartons zu kontrollieren.
Bei Iris leben auch ihre Mutter und deren Lebenspartner, der sich als Familienvater aufspielt. Iris bereitet das gemeinsame Abendessen vor. Schweigend essen sie, während im Fernseher die Nachrichten laufen. Danach geht sie in ein Tanzlokal. Während die anderen Frauen um sie herum zum Tanzen aufgefordert werden, bleibt sie allein. Sie geht nach Hause und macht sich ihr Bett auf dem Sofa.
Am nächsten Tag geht sie über den Friedhof, trinkt in einer Kneipe ein Bier, kümmert sich um die Wäsche der Familie, bügelt und – wieder wird nicht miteinander gesprochen. Schweigend sitzen Mutter und Stiefvater vor dem Fernseher, in dem die Nachrichtensendung läuft.
Iris hat ihren Lohn ausgezahlt bekommen. Auf dem Nachhauseweg fällt ihr ein Kleid in einem Schaufenster auf. Sie kauft es. Die Lohntüte wird von ihrer Mutter geprüft. Sie bemerkt den fehlenden Betrag und zeigt dem Stiefvater das restliche Geld. Der verpasst Iris eine Ohrfeige, nennt sie Hure. Die Mutter verlangt, dass sie das Kleid zurückbringt.
Mit dem Kleid in einer Schachtel verpackt geht Iris aus dem Haus. In einem öffentlichen Bad zieht sie sich um und geht in die Disco. Dort lernt sie Aarne kennen und verbringt die Nacht mit ihm in seiner eleganten Wohnung. Am nächsten Morgen geht er aus dem Haus, als sie noch schläft. Auf dem Nachttisch hat er Geld für sie hinterlassen. Sie bemerkt es nicht oder lässt es liegen, schreibt ihm aber ihre Telefonnummer auf einen Block.
Von ihrem Bruder, der als Koch arbeitet, leiht sie sich das Geld für das Kleid. Sie legt es ihrer Mutter auf den Tisch. Die folgenden Tage wartet sie vergeblich auf einen Anruf von Aarne. An ihrem Geburtstag bekommt sie von der Mutter ein Buch geschenkt. Es handelt sich um einen Roman aus der „Angélique“-Reihe von Anne Golon. Sie steckt es sofort zu den vier anderen aus derselben Reihe ins Regal.
Nachdem sie sich im Kino einen alten Hollywood-Film angesehen und geweint hat, klingelt sie bei Aarne. Dieser weist sie ab, verspricht aber, sie am nächsten Tag auszuführen. Schweigend sitzen Mutter und Stiefvater in feiner Kleidung mit  Aarne bei Kaffee und Gebäck, während sich Iris fertigmacht. In einem noblen Restaurant macht Aarne ihr dann klar, dass sie ihm nichts bedeute und verschwinden solle.
Als Iris erfährt, dass sie schwanger ist, schreibt sie Aarne einen verzweifelten Brief, der aber auch die Hoffnung ausdrückt, dass alles gut werden könnte. Von ihm bekommt sie aber nur einen Umschlag mit einem Scheck und der rüden Aufforderung abzutreiben. Sie läuft mit starrem Blick auf die Straße, dann hört man ein kreischend bremsendes Auto.
Durch den Unfall hat sie das Kind verloren. Im Krankenhaus erfährt sie zudem von ihrem Stiefvater, dass sie sich eine neue Bleibe suchen muss. Die Mutter will sie nicht mehr in der Wohnung haben. Iris zieht nach ihrer Entlassung zu ihrem Bruder.
In einer Apotheke kauft sie ein als „tödlich“ bezeichnetes Rattengift. Sie bringt Aarne seinen Scheck zurück und schüttet ihm das Gift unbemerkt in seinen Drink. Aarne trinkt aus diesem Glas, nachdem sie bereits die Wohnung verlassen hat. Einem Mann, der sich in einem Club an sie heranmacht, gießt sie vor seinen ahnungslosen Augen  ebenfalls Rattengift in sein Getränk, von dem er nach ihrem baldigen Weggang dann auch trinkt. Danach geht Iris in den Botanischen Garten. Dort betrachtet sie die Blüte einer Kaktee. Es handelt sich um die Königin der Nacht, die nur einmal im Jahr nachts für wenige Stunden erblüht. Schließlich geht sie Mutter und Stiefvater besuchen. Dort füllt sie das Gift in die Schnapsflasche, die zum Essen auf dem Tisch steht. Nachdem sie noch einen Blick in die Küche geworfen hat, wo die beiden ihre Mahlzeit einnahmen, verlässt sie das Haus.
Schließlich wird Iris bei der Arbeit in der Streichholzfabrik von zwei Polizisten festgenommen und abgeführt.

## Hintergrund

### Filmstart
Das Mädchen aus der Streichholzfabrik startete am 20. September 1990 in den deutschen Kinos.

### Stilmittel
Der Film kommt mit extrem wenig Dialog aus und verzichtet auf eine klassische Filmmusik. Oft ist die Quelle der Musik im Bild zu sehen. In der Wohnung ihres Bruders startet Iris die Nummer „Cadillac“ von The Renegades aus der Jukebox.

### Sonstiges
Die TV-Nachrichten, die Iris’ Eltern zuhause sehen, schaffen einen zeitlichen Kontext der Handlung: Berichtet wird unter anderem über das Tian’anmen-Massaker, den Tod von Ruhollah Chomeini und den Eisenbahnunfall bei Ufa, was sich jeweils am oder um den 4. Juni 1989 ereignete.

## Kritik
„Konzentriert und formal konsequent entwickelter Film vor dem Hintergrund einer trostlos gezeichneten finnischen Realität, der mit lakonischer Filmsprache und bitterem Humor die Unmöglichkeit eines erfüllten Lebens angesichts der lieblosen Umwelt reflektiert.“

„Innerhalb einer guten Stunde Laufzeit entwickelt Aki Kaurismäki hier ein abgründig-düsteres, bitter-böses modernes Märchen über eine an Einsamkeit und Repression verzweifelnde Protagonistin der Arbeiterklasse, das in seiner bedrückenden Intensität ein dichtes Lehrstück über die Verlorenheit der menschlichen Existenz und über die Kunst der Visualisierung fokussierten Filmschaffens gleichermaßen darstellt.“

„In dieser Geschichte treibt Kaurismäki die Ästhetik der Kargheit auf die Spitze. Der Film ist ganz Substanz, ohne Abschweifungen und Pausen. Jedes Bild erzählt das Wesentliche. Iris, das Mädchen aus der Streichholzfabrik, sucht das Glück und findet die Kälte der Menschen. Am Ende vergiftet sie ihre Eltern und ihren Verführer, um ihren Schmerz zu stillen. Das ist die Handlung, bitterarm und, wie der Film, unendlich reich. Bei Kaurismäki bekommt selbst der hohle Kitsch der Schlagermusik sein Glücksversprechen zurück, und das häßliche Helsinki wird zum magischen Ort.“

## Auszeichnungen
- 1990: Interfilm Award, Forum der Internationalen Filmfestspiele Berlin 1990, für den Besten Film
- 1991: Jussi für die Beste Regie, Beste Hauptdarstellerin, Beste Nebendarstellerin und den Besten Nebendarsteller

## Schauspiel
Am 2. Juni 2013 hatte die Inszenierung des Films durch David Bösch am Schauspielhaus Bochum Premiere.
- Besetzung: Maja Beckmann (Iris), Daniel Stock (Aarne / Simo), Anne Knaak (Mutter von Iris), Matthias Redlhammer (Mann)
- Regie: David Bösch
- Bühne: Franziska Gebhardt
- Kostüme: Anna Maria Schories
- Licht: Denny Klein
- Dramaturgie: Sabine Reich